# شارع فري كانيكا
شارع فري كانيكا (بالبرتغالية: Rua Frei Caneca)، هو شارع للمثليين مهم في مدينة ساو باولو، البرازيل، يبدأ في نهج باوليستا وينتهي في نهج أوغستا. في الشارع، يوجد ملهى ليلي للمثليين شهير «آ لوكا» (بالبرتغالية: A Loca)، و«شوبينغ فري كانيكا» (بالبرتغالية: Shopping Frei Caneca) الصديق للمثليين.

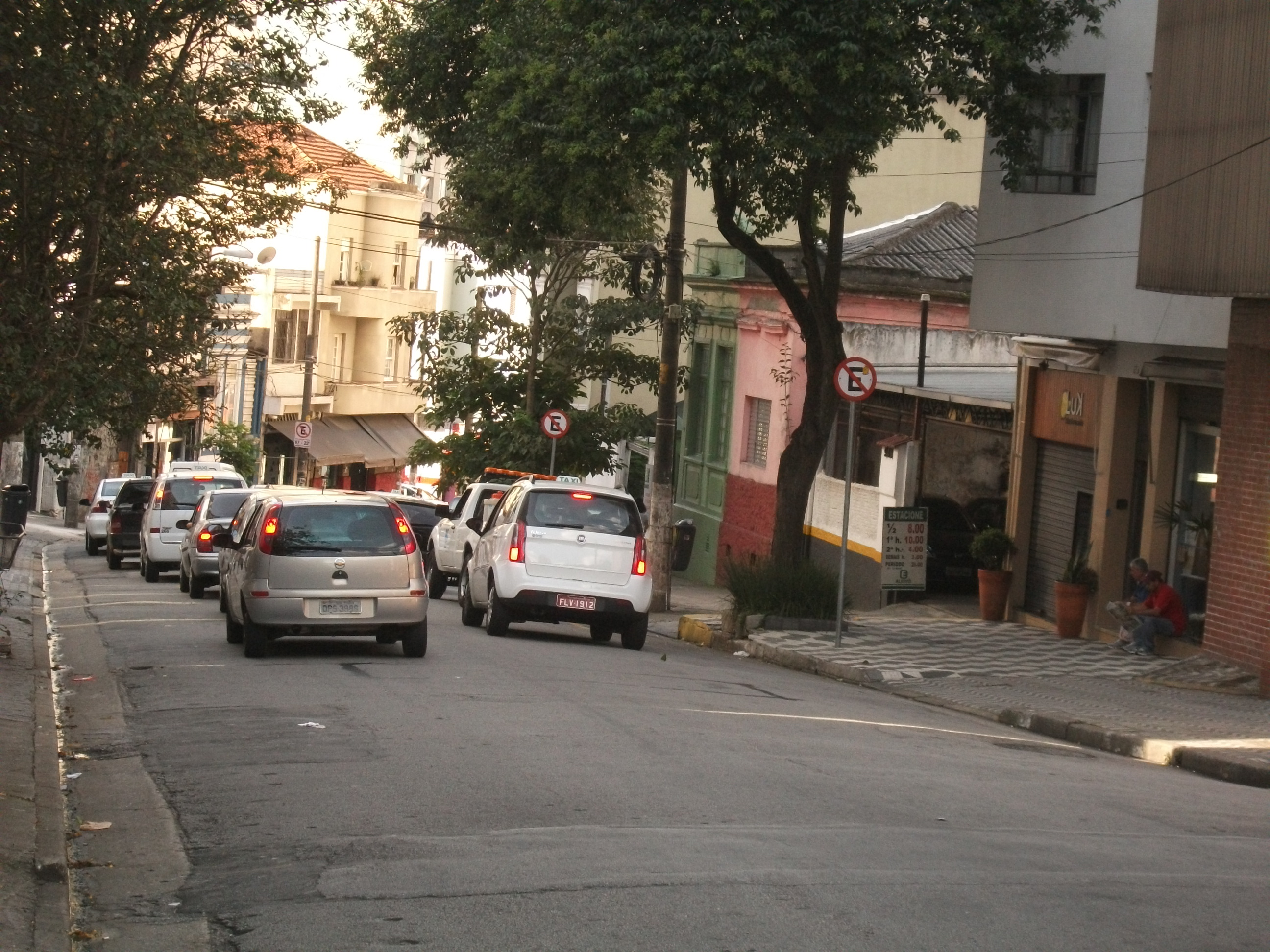
صورة للشارع

يقع شارع فري كانيكا في مركز المعلومات للسياح المثليين لمدينة ساو باولو. أدرجت «سياحة ساو باولو» (بالبرتغالية: São Paulo Turismo) 91 أماكن صديقة للمثليين، ناهيك عن مؤشرات على الحدائق العامة والمتاحف. بما في ذلك 8 مراكز للتسوق و 25 مقهى وبار، و 23 ناديًا ليليًا و 20 مطعمًا و 8 حمامات ساونا.
الفكرة، وفقًا ل«سياحة ساو باولو»، هي نشر خيارات المدينة لمجتمع المثليين، والوصول إلى ساو باولو بكثافة أكبر في مسيرة فخر ساو باولو للمثليين، لكن هذا يعود في مناسبات أخرى.
مع فريق من الموظفين المدربين، تعمل منظمة «غاي سي أي تي» "Gay CIT" مع «كاساراو برازيل» (بالإنجليزية: Casarão Brasil)، «جمعية جي إل سي» "GLS"، وتديره «منظمة السياحة الصديقة للمثليين والمثليات» (بالبرتغالية: Associação Brasileira de Turismo para Gays ،Lésbicas e Simpatizantes). الموظفين ثنائيو اللغة يتحدثون اللغتين البرتغالية والإنجليزية.